# Matematična geografija
Matematična geografija (redkeje astronomska geografija) je geografska disciplina in njena pomožna veda, ki prikazuje ter obravnava Zemljo kot enega izmed planetov v Osončju. S tega vidika preučuje in razlaga Zemljine dimenzije in obliko, njen položaj v vesolju in gibanje ter posledice tega, kot so letni časi, zemeljski toplotni pasovi, čas idr. Ti pojavi namreč pomembno vplivajo na zemeljsko površje, zato je za zemljepis kot znanost o slednjem velikega pomena, da zbira tovrstne informacije v svoji posebni disciplini.
Ime vede, matematična geografija, se v današnjem času ne sklada s predmetom njenega preučevanja. Bistveni predmet preučevanja je vpliv astronomskih dejavnikov na zemeljsko površje, zato se od 19. stoletja dalje pojavlja izraz astronomska geografija, ki se ne sklicuje več na metodo raziskovanja, pač pa na njen predmet. Danes je snov matematične geografije bolj v domeni drugih znanosti, zlasti astronomije, meteorologije in geofizike ter geokemije. Naloga matematične geografije pa je, da si izposoja podatke ter jih uporabi v razlaganju tovrstnih dejavnikov na geografsko okolje. Tako ji astronomija nudi informacije o gibanju planeta, njegovih motnjah, vplivu oddaljenosti od Sonca ipd.; od geofizike ter geokemije pridobiva podatke o gostoti, masi in temperaturi Zemlje ter povezanih temah; iz geodetske znanosti črpa informacije o obliki in velikosti planeta ter določanju lege posameznih točk na njegovem površju; s kartografijo pa je povezana zaradi skupne obravnave matematičnih elementov prikazovanja površja, tj. kartiranja.
Ker se na gibanje Zemlje v primerjavi z nebesnimi telesi navezuje množica površinotvornih dejavnikov, kot so podnebje, rastlinski ter živalski pasovi, je matematičnogeografska veda nepogrešljiva tudi za družbenogeografska in druga vprašanja ter zato pomemben sestavni del znanosti o zemeljskem površju.
Znanstvena metoda matematične geografije so na prvem mestu matematični oziroma geometrijski izračuni, ki se jih znanstveniki poslužujejo za potrjevanje znanstvenih hipotez.
Zgodovina matematične geografije sega v čas prvih antičnih kultur, ki so si z njo pridobivale različne informacije o legi njihovih krajev na planetu ter o razmerjih med Zemljo in ostalimi nebesnimi telesi. Dolgo časa je bila temelj vsakršnih zemljepisnih raziskav, kasneje pa je geografija dobila manj opisni in bolj razlagalni značaj, zaradi česar je njen matematični del bolj ali manj stagniral. Ponoven razmah je doživel z dobo vesoljskih poletov, saj je bilo iz vesolja moč pridobiti veliko količino informacij o gibanju planetov vkup z Zemljo, na drugi strani pa tudi prispevati informacije v zvezi z gibanjem umetnih satelitov, ki so bile potrebne za razmah te industrije.